# شهرستان آنجی
شهرستان آنجی (به لاتین: Anji County) یک شهرستان جمهوری خلق در چین است که در هوجا واقع شده‌است. شهرستان آنجی ۱٬۸۸۶ کیلومتر مربع مساحت و ۴۶۱٬۸۰۰ نفر جمعیت دارد و ۲۰ to ۱٬۶۰۰ متر بالاتر از سطح دریا واقع شده‌است.